# Asao Ishii
Asao Ishii is een golfprofessional uit Japan.

## Speler
In 1963 won hij de eerste editie van de Golf Nippon Series JT Cup.

### Gewonnen
Onder meer:
- 1961: The Crowns
- 1963: Golf Nippon Series JT Cup.

## Golfbaanarchitect
- 1978: Golf Club Narita Hightree in Takomachi[1]